# Lucky loser
Lucky loser (förkortas LL i resultattabeller) är en engelsk sportterm som används då en spelare förlorar en match, ett parti eller ett lopp under en kvalomgång, men får tillåtelse att medverka i kommande spelomgångar. Termen brukas mest vid tennisturneringar då en utslagen spelare får tillåtelse att spela i kommande omgångar på grund av att en redan kvalificerad spelare ej kan medverka mer, till exempel på grund av sjukdom, skada, regelvidrigheter eller andra orsaker.
Termen kan även användas i en turnering med ojämnt antal tävlande, där man tillåter att en eller flera utslagna deltagare (med högst antal poäng, snabbast tid, längsta distans osv) får spela vidare för att man ska få ett jämnt antal tävlande i en grupp.
Utanför sportens värld kan nämnas att radioprogrammet Ring så spelar vi använder termen.